# Paris-Nice 2000
La 58e édition de la course cycliste par étapes Paris-Nice a eu lieu du 5 au 12 mars 2000. La victoire est revenue à l'Allemand Andreas Klöden.

## Présentation

### Équipes
20 équipes participent à cette édition de Paris-Nice. On retrouve seize équipes de 1re division et quatre équipes de deuxième division :
| Groupes sportifs I (16)- US Postal Service - Cofidis-Le Crédit par Téléphone - Banesto - Polti - Deutsche Telekom - Vini Caldirola-Sidermec - Saeco-Valli & Valli - Rabobank - Mapei-Quick Step - La Française des jeux - Festina - Lotto-Adecco - AG2R Prévoyance - Fassa Bortolo - Memory Card-Jack & Jones - Kelme-Costa Blanca Groupes sportifs II (4)- Bonjour-Toupargel - Crédit Agricole - Jean Delatour - BigMat-Auber 93 |
| |

## Étapes
| Étape     | Date    | Villes étapes                         | type                     | Distance (km) | Vainqueur d'étape | Leader du classement général |
| --------- | ------- | ------------------------------------- | ------------------------ | ------------- | ----------------- | ---------------------------- |
| Prologue  | 5 mars  | bois de Vincennes – bois de Vincennes | prologue                 | 7,9           | Laurent Brochard  | Laurent Brochard             |
| 1re étape | 6 mars  | Sens – Nevers                         | étape de plaine          | 201           | Jaan Kirsipuu     | Jaan Kirsipuu                |
| 2e étape  | 7 mars  | Nevers – Belleville                   | étape vallonnée          | 203,7         | Fabio Baldato     | Laurent Brochard             |
| 3e étape  | 8 mars  | Trévoux – Saint-Étienne               | étape vallonnée          | 178           | Bo Hamburger      | Laurent Brochard             |
| 4e étape  | 9 mars  | Berre-l'Étang – Sisteron              | étape vallonnée          | 194,2         | Matteo Tosatto    | Laurent Brochard             |
| 5e étape  | 10 mars | Sisteron – Villeneuve-Loubet          | étape de plaine          | 196,2         | François Simon    | Laurent Brochard             |
| 6e étape  | 11 mars | Nice – col d'Èze                      | contre-la-montre en côte | 10            | Andreas Klöden    | Andreas Klöden               |
| 7e étape  | 12 mars | Nice – Nice                           | étape de plaine          | 160,1         | Tom Steels        | Andreas Klöden               |

## Classement par étapes

### Prologue
La première étape de cette édition se déroule sous la forme d'un contre-la-montre individuel de 7,9 kilomètres autour du Bois de Vincennes dans la ville de Paris.
| \| Classement de l'étape \| Classement de l'étape \| Classement de l'étape \| Classement de l'étape \| Classement de l'étape \| \| Coureur \| Coureur \| Pays \| Équipe \| Temps \| \| --------------------- \| --------------------- \| --------------------- \| ------------------------------- \| --------------------- \| \| 1er \| Laurent Brochard \| France \| Jean Delatour \| 9 min 32 s \| \| 2e \| Chris Boardman \| Royaume-Uni \| Crédit Agricole \| + 1 s \| \| 3e \| Lauri Aus \| Estonie \| AG2R Prévoyance \| + 4 s \| \| 4e \| George Hincapie \| États-Unis \| US Postal Service \| + 5 s \| \| 5e \| Gilles Maignan \| France \| AG2R Prévoyance \| + 6 s \| \| 6e \| Jaan Kirsipuu \| Estonie \| AG2R Prévoyance \| + 6 s \| \| 7e \| Andreas Klöden \| Allemagne \| Deutsche Telekom \| + 6 s \| \| 8e \| Eddy Seigneur \| France \| Jean Delatour \| + 7 s \| \| 9e \| Frankie Andreu \| États-Unis \| US Postal Service \| + 8 s \| \| 10e \| Philippe Gaumont \| France \| Cofidis-Le Crédit par Téléphone \| + 8 s \| |                  |             |                                 |            |
| |                  |             |                                 |            |
| |                  |             |                                 |            |
| Classement de l'étape |                  |             |                                 |            |
| Coureur | Coureur          | Pays        | Équipe                          | Temps      |
| 1er | Laurent Brochard | France      | Jean Delatour                   | 9 min 32 s |
| 2e | Chris Boardman   | Royaume-Uni | Crédit Agricole                 | + 1 s      |
| 3e | Lauri Aus        | Estonie     | AG2R Prévoyance                 | + 4 s      |
| 4e | George Hincapie  | États-Unis  | US Postal Service               | + 5 s      |
| 5e | Gilles Maignan   | France      | AG2R Prévoyance                 | + 6 s      |
| 6e | Jaan Kirsipuu    | Estonie     | AG2R Prévoyance                 | + 6 s      |
| 7e | Andreas Klöden   | Allemagne   | Deutsche Telekom                | + 6 s      |
| 8e | Eddy Seigneur    | France      | Jean Delatour                   | + 7 s      |
| 9e | Frankie Andreu   | États-Unis  | US Postal Service               | + 8 s      |
| 10e | Philippe Gaumont | France      | Cofidis-Le Crédit par Téléphone | + 8 s      |

| \| Classement général \| Classement général \| Classement général \| Classement général \| Classement général \| \| Coureur \| Coureur \| Pays \| Équipe \| Temps \| \| ------------------ \| ------------------ \| ------------------ \| ------------------------------- \| ------------------ \| \| 1er \| Laurent Brochard \| France \| Jean Delatour \| 9 min 32 s \| \| 2e \| Chris Boardman \| Royaume-Uni \| Crédit Agricole \| + 1 s \| \| 3e \| Lauri Aus \| Estonie \| AG2R Prévoyance \| + 4 s \| \| 4e \| George Hincapie \| États-Unis \| US Postal Service \| + 5 s \| \| 5e \| Gilles Maignan \| France \| AG2R Prévoyance \| + 6 s \| \| 6e \| Jaan Kirsipuu \| Estonie \| AG2R Prévoyance \| + 6 s \| \| 7e \| Andreas Klöden \| Allemagne \| Deutsche Telekom \| + 6 s \| \| 8e \| Eddy Seigneur \| France \| Jean Delatour \| + 7 s \| \| 9e \| Frankie Andreu \| États-Unis \| US Postal Service \| + 8 s \| \| 10e \| Philippe Gaumont \| France \| Cofidis-Le Crédit par Téléphone \| + 8 s \| |                  |             |                                 |            |
| |                  |             |                                 |            |
| |                  |             |                                 |            |
| Classement général |                  |             |                                 |            |
| Coureur | Coureur          | Pays        | Équipe                          | Temps      |
| 1er | Laurent Brochard | France      | Jean Delatour                   | 9 min 32 s |
| 2e | Chris Boardman   | Royaume-Uni | Crédit Agricole                 | + 1 s      |
| 3e | Lauri Aus        | Estonie     | AG2R Prévoyance                 | + 4 s      |
| 4e | George Hincapie  | États-Unis  | US Postal Service               | + 5 s      |
| 5e | Gilles Maignan   | France      | AG2R Prévoyance                 | + 6 s      |
| 6e | Jaan Kirsipuu    | Estonie     | AG2R Prévoyance                 | + 6 s      |
| 7e | Andreas Klöden   | Allemagne   | Deutsche Telekom                | + 6 s      |
| 8e | Eddy Seigneur    | France      | Jean Delatour                   | + 7 s      |
| 9e | Frankie Andreu   | États-Unis  | US Postal Service               | + 8 s      |
| 10e | Philippe Gaumont | France      | Cofidis-Le Crédit par Téléphone | + 8 s      |

### 1reétape
La première étape en ligne de cette édition se déroule entre la ville de Sens dans le département de l'Yonne et celle de Nevers dans le département de la Nièvre sur une distance de 201 kilomètres.
| \| Classement de l'étape \| Classement de l'étape \| Classement de l'étape \| Classement de l'étape \| Classement de l'étape \| \| Coureur \| Coureur \| Pays \| Équipe \| Temps \| \| --------------------- \| --------------------- \| --------------------- \| ------------------------------- \| --------------------- \| \| 1er \| Jaan Kirsipuu \| Estonie \| AG2R Prévoyance \| 4 h 56 min 01 s \| \| 2e \| Danilo Hondo \| Allemagne \| Deutsche Telekom \| + 0 s \| \| 3e \| Stuart O'Grady \| Australie \| Crédit Agricole \| + 0 s \| \| 4e \| Jean-Patrick Nazon \| France \| La Française des jeux \| + 0 s \| \| 5e \| Fabio Baldato \| Italie \| Fassa Bortolo \| + 0 s \| \| 6e \| Zoran Klemenčič \| Slovénie \| Vini Caldirola-Sidermec \| + 0 s \| \| 7e \| Paolo Fornaciari \| Italie \| Mapei-Quick Step \| + 0 s \| \| 8e \| François Simon \| France \| Bonjour-Toupargel \| + 0 s \| \| 9e \| Jo Planckaert \| Belgique \| Cofidis-Le Crédit par Téléphone \| + 0 s \| \| 10e \| Tristan Hoffman \| Pays-Bas \| Memory Card-Jack & Jones \| + 0 s \| |                    |           |                                 |                 |
| |                    |           |                                 |                 |
| |                    |           |                                 |                 |
| Classement de l'étape |                    |           |                                 |                 |
| Coureur | Coureur            | Pays      | Équipe                          | Temps           |
| 1er | Jaan Kirsipuu      | Estonie   | AG2R Prévoyance                 | 4 h 56 min 01 s |
| 2e | Danilo Hondo       | Allemagne | Deutsche Telekom                | + 0 s           |
| 3e | Stuart O'Grady     | Australie | Crédit Agricole                 | + 0 s           |
| 4e | Jean-Patrick Nazon | France    | La Française des jeux           | + 0 s           |
| 5e | Fabio Baldato      | Italie    | Fassa Bortolo                   | + 0 s           |
| 6e | Zoran Klemenčič    | Slovénie  | Vini Caldirola-Sidermec         | + 0 s           |
| 7e | Paolo Fornaciari   | Italie    | Mapei-Quick Step                | + 0 s           |
| 8e | François Simon     | France    | Bonjour-Toupargel               | + 0 s           |
| 9e | Jo Planckaert      | Belgique  | Cofidis-Le Crédit par Téléphone | + 0 s           |
| 10e | Tristan Hoffman    | Pays-Bas  | Memory Card-Jack & Jones        | + 0 s           |

| \| Classement général \| Classement général \| Classement général \| Classement général \| Classement général \| \| Coureur \| Coureur \| Pays \| Équipe \| Temps \| \| ------------------ \| ------------------ \| ------------------ \| ------------------ \| ------------------ \| \| 1er \| Jaan Kirsipuu \| Estonie \| AG2R Prévoyance \| 5 h 05 min 29 s \| \| 2e \| Laurent Brochard \| France \| Jean Delatour \| + 4 s \| \| 3e \| Chris Boardman \| Royaume-Uni \| Crédit Agricole \| + 5 s \| \| 4e \| Lauri Aus \| Estonie \| AG2R Prévoyance \| + 8 s \| \| 5e \| Stuart O'Grady \| Australie \| Crédit Agricole \| + 8 s \| \| 6e \| George Hincapie \| États-Unis \| US Postal Service \| + 9 s \| \| 7e \| Gilles Maignan \| France \| AG2R Prévoyance \| + 10 s \| \| 8e \| Andreas Klöden \| Allemagne \| Deutsche Telekom \| + 10 s \| \| 9e \| Eddy Seigneur \| France \| Jean Delatour \| + 11 s \| \| 10e \| Frankie Andreu \| États-Unis \| US Postal Service \| + 12 s \| |                  |             |                   |                 |
| |                  |             |                   |                 |
| |                  |             |                   |                 |
| Classement général |                  |             |                   |                 |
| Coureur | Coureur          | Pays        | Équipe            | Temps           |
| 1er | Jaan Kirsipuu    | Estonie     | AG2R Prévoyance   | 5 h 05 min 29 s |
| 2e | Laurent Brochard | France      | Jean Delatour     | + 4 s           |
| 3e | Chris Boardman   | Royaume-Uni | Crédit Agricole   | + 5 s           |
| 4e | Lauri Aus        | Estonie     | AG2R Prévoyance   | + 8 s           |
| 5e | Stuart O'Grady   | Australie   | Crédit Agricole   | + 8 s           |
| 6e | George Hincapie  | États-Unis  | US Postal Service | + 9 s           |
| 7e | Gilles Maignan   | France      | AG2R Prévoyance   | + 10 s          |
| 8e | Andreas Klöden   | Allemagne   | Deutsche Telekom  | + 10 s          |
| 9e | Eddy Seigneur    | France      | Jean Delatour     | + 11 s          |
| 10e | Frankie Andreu   | États-Unis  | US Postal Service | + 12 s          |

### 2eétape
La deuxième étape est tracée entre Nevers (Nièvre) et la ville de Belleville (Rhône), sur une distance de 203.7 kilomètres.
| \| Classement de l'étape \| Classement de l'étape \| Classement de l'étape \| Classement de l'étape \| Classement de l'étape \| \| Coureur \| Coureur \| Pays \| Équipe \| Temps \| \| --------------------- \| --------------------- \| --------------------- \| ----------------------- \| --------------------- \| \| 1er \| Fabio Baldato \| Italie \| Fassa Bortolo \| 4 h 49 min 21 s \| \| 2e \| Giuliano Figueras \| Italie \| Mapei-Quick Step \| + 0 s \| \| 3e \| Laurent Brochard \| France \| Jean Delatour \| + 0 s \| \| 4e \| Kai Hundertmarck \| Allemagne \| Deutsche Telekom \| + 0 s \| \| 5e \| François Simon \| France \| Bonjour-Toupargel \| + 0 s \| \| 6e \| Andrei Kivilev \| Kazakhstan \| AG2R Prévoyance \| + 0 s \| \| 7e \| Francesco Casagrande \| Italie \| Vini Caldirola-Sidermec \| + 0 s \| \| 8e \| Mario Aerts \| Belgique \| Lotto-Adecco \| + 0 s \| \| 9e \| Stéphane Heulot \| France \| La Française des jeux \| + 0 s \| \| 10e \| Andreas Klöden \| Allemagne \| Deutsche Telekom \| + 0 s \| |                      |            |                         |                 |
| |                      |            |                         |                 |
| |                      |            |                         |                 |
| Classement de l'étape |                      |            |                         |                 |
| Coureur | Coureur              | Pays       | Équipe                  | Temps           |
| 1er | Fabio Baldato        | Italie     | Fassa Bortolo           | 4 h 49 min 21 s |
| 2e | Giuliano Figueras    | Italie     | Mapei-Quick Step        | + 0 s           |
| 3e | Laurent Brochard     | France     | Jean Delatour           | + 0 s           |
| 4e | Kai Hundertmarck     | Allemagne  | Deutsche Telekom        | + 0 s           |
| 5e | François Simon       | France     | Bonjour-Toupargel       | + 0 s           |
| 6e | Andrei Kivilev       | Kazakhstan | AG2R Prévoyance         | + 0 s           |
| 7e | Francesco Casagrande | Italie     | Vini Caldirola-Sidermec | + 0 s           |
| 8e | Mario Aerts          | Belgique   | Lotto-Adecco            | + 0 s           |
| 9e | Stéphane Heulot      | France     | La Française des jeux   | + 0 s           |
| 10e | Andreas Klöden       | Allemagne  | Deutsche Telekom        | + 0 s           |

| \| Classement général \| Classement général \| Classement général \| Classement général \| Classement général \| \| Coureur \| Coureur \| Pays \| Équipe \| Temps \| \| ------------------ \| ------------------------ \| ------------------ \| ------------------------ \| ------------------ \| \| 1er \| Laurent Brochard \| France \| Jean Delatour \| 9 h 54 min 50 s \| \| 2e \| Andreas Klöden \| Allemagne \| Deutsche Telekom \| + 9 s \| \| 3e \| Frankie Andreu \| États-Unis \| US Postal Service \| + 12 s \| \| 4e \| Francisco Mancebo \| Espagne \| Banesto \| + 13 s \| \| 5e \| François Simon \| France \| Bonjour-Toupargel \| + 16 s \| \| 6e \| Martin Rittsel \| Suède \| Memory Card-Jack & Jones \| + 17 s \| \| 7e \| Bobby Julich \| États-Unis \| Crédit Agricole \| + 17 s \| \| 8e \| Didier Rous \| France \| Bonjour-Toupargel \| + 20 s \| \| 9e \| Javier Pascual Rodríguez \| Espagne \| Kelme-Costa Blanca \| + 22 s \| \| 10e \| Fabio Baldato \| Italie \| Fassa Bortolo \| + 28 s \| |                          |            |                          |                 |
| |                          |            |                          |                 |
| |                          |            |                          |                 |
| Classement général |                          |            |                          |                 |
| Coureur | Coureur                  | Pays       | Équipe                   | Temps           |
| 1er | Laurent Brochard         | France     | Jean Delatour            | 9 h 54 min 50 s |
| 2e | Andreas Klöden           | Allemagne  | Deutsche Telekom         | + 9 s           |
| 3e | Frankie Andreu           | États-Unis | US Postal Service        | + 12 s          |
| 4e | Francisco Mancebo        | Espagne    | Banesto                  | + 13 s          |
| 5e | François Simon           | France     | Bonjour-Toupargel        | + 16 s          |
| 6e | Martin Rittsel           | Suède      | Memory Card-Jack & Jones | + 17 s          |
| 7e | Bobby Julich             | États-Unis | Crédit Agricole          | + 17 s          |
| 8e | Didier Rous              | France     | Bonjour-Toupargel        | + 20 s          |
| 9e | Javier Pascual Rodríguez | Espagne    | Kelme-Costa Blanca       | + 22 s          |
| 10e | Fabio Baldato            | Italie     | Fassa Bortolo            | + 28 s          |

### 3eétape
La troisième étape de cette édition se déroule entre les villes de Trévoux située dans le département de l'Ain et de Saint-Étienne (Loire) sur une distance de 178 kilomètres.
| \| Classement de l'étape \| Classement de l'étape \| Classement de l'étape \| Classement de l'étape \| Classement de l'étape \| \| Coureur \| Coureur \| Pays \| Équipe \| Temps \| \| --------------------- \| --------------------- \| --------------------- \| ------------------------------- \| --------------------- \| \| 1er \| Bo Hamburger \| Danemark \| Memory Card-Jack & Jones \| 4 h 28 min 35 s \| \| 2e \| Rinaldo Nocentini \| Italie \| Mapei-Quick Step \| + 10 s \| \| 3e \| Matteo Tosatto \| Italie \| Fassa Bortolo \| + 10 s \| \| 4e \| Giuliano Figueras \| Italie \| Mapei-Quick Step \| + 10 s \| \| 5e \| Tristan Hoffman \| Pays-Bas \| Memory Card-Jack & Jones \| + 10 s \| \| 6e \| George Hincapie \| États-Unis \| US Postal Service \| + 10 s \| \| 7e \| Chris Peers \| Belgique \| Cofidis-Le Crédit par Téléphone \| + 10 s \| \| 8e \| Francesco Casagrande \| Italie \| Vini Caldirola-Sidermec \| + 10 s \| \| 9e \| Mario Aerts \| Belgique \| Lotto-Adecco \| + 10 s \| \| 10e \| Geert Verheyen \| Belgique \| Lotto-Adecco \| + 10 s \| |                      |            |                                 |                 |
| |                      |            |                                 |                 |
| |                      |            |                                 |                 |
| Classement de l'étape |                      |            |                                 |                 |
| Coureur | Coureur              | Pays       | Équipe                          | Temps           |
| 1er | Bo Hamburger         | Danemark   | Memory Card-Jack & Jones        | 4 h 28 min 35 s |
| 2e | Rinaldo Nocentini    | Italie     | Mapei-Quick Step                | + 10 s          |
| 3e | Matteo Tosatto       | Italie     | Fassa Bortolo                   | + 10 s          |
| 4e | Giuliano Figueras    | Italie     | Mapei-Quick Step                | + 10 s          |
| 5e | Tristan Hoffman      | Pays-Bas   | Memory Card-Jack & Jones        | + 10 s          |
| 6e | George Hincapie      | États-Unis | US Postal Service               | + 10 s          |
| 7e | Chris Peers          | Belgique   | Cofidis-Le Crédit par Téléphone | + 10 s          |
| 8e | Francesco Casagrande | Italie     | Vini Caldirola-Sidermec         | + 10 s          |
| 9e | Mario Aerts          | Belgique   | Lotto-Adecco                    | + 10 s          |
| 10e | Geert Verheyen       | Belgique   | Lotto-Adecco                    | + 10 s          |

| \| Classement général \| Classement général \| Classement général \| Classement général \| Classement général \| \| Coureur \| Coureur \| Pays \| Équipe \| Temps \| \| ------------------ \| ------------------------ \| ------------------ \| ------------------------ \| ------------------ \| \| 1er \| Laurent Brochard \| France \| Jean Delatour \| 14 h 23 min 35 s \| \| 2e \| Andreas Klöden \| Allemagne \| Deutsche Telekom \| + 10 s \| \| 3e \| Frankie Andreu \| États-Unis \| US Postal Service \| + 12 s \| \| 4e \| Francisco Mancebo \| Espagne \| Banesto \| + 13 s \| \| 5e \| François Simon \| France \| Bonjour-Toupargel \| + 16 s \| \| 6e \| Martin Rittsel \| Suède \| Memory Card-Jack & Jones \| + 17 s \| \| 7e \| Bobby Julich \| États-Unis \| Crédit Agricole \| + 17 s \| \| 8e \| Javier Pascual Rodríguez \| Espagne \| Kelme-Costa Blanca \| + 22 s \| \| 9e \| Stéphane Heulot \| France \| La Française des jeux \| + 29 s \| \| 10e \| Mario Aerts \| Belgique \| Lotto-Adecco \| + 31 s \| |                          |            |                          |                  |
| |                          |            |                          |                  |
| |                          |            |                          |                  |
| Classement général |                          |            |                          |                  |
| Coureur | Coureur                  | Pays       | Équipe                   | Temps            |
| 1er | Laurent Brochard         | France     | Jean Delatour            | 14 h 23 min 35 s |
| 2e | Andreas Klöden           | Allemagne  | Deutsche Telekom         | + 10 s           |
| 3e | Frankie Andreu           | États-Unis | US Postal Service        | + 12 s           |
| 4e | Francisco Mancebo        | Espagne    | Banesto                  | + 13 s           |
| 5e | François Simon           | France     | Bonjour-Toupargel        | + 16 s           |
| 6e | Martin Rittsel           | Suède      | Memory Card-Jack & Jones | + 17 s           |
| 7e | Bobby Julich             | États-Unis | Crédit Agricole          | + 17 s           |
| 8e | Javier Pascual Rodríguez | Espagne    | Kelme-Costa Blanca       | + 22 s           |
| 9e | Stéphane Heulot          | France     | La Française des jeux    | + 29 s           |
| 10e | Mario Aerts              | Belgique   | Lotto-Adecco             | + 31 s           |

### 4eétape
La 4e étape est tracée entre la ville de Berre-l'Étang (Bouches-du-Rhône) et celle de Sisteron (Alpes-de-Haute-Provence) sur une distance de 194.2 kilomètres.
| \| Classement de l'étape \| Classement de l'étape \| Classement de l'étape \| Classement de l'étape \| Classement de l'étape \| \| Coureur \| Coureur \| Pays \| Équipe \| Temps \| \| --------------------- \| --------------------- \| --------------------- \| ------------------------ \| --------------------- \| \| 1er \| Matteo Tosatto \| Italie \| Fassa Bortolo \| 4 h 59 min 35 s \| \| 2e \| Tristan Hoffman \| Pays-Bas \| Memory Card-Jack & Jones \| + 2 s \| \| 3e \| Salvatore Commesso \| Italie \| Saeco-Valli & Valli \| + 2 s \| \| 4e \| Andreï Tchmil \| Belgique \| Lotto-Adecco \| + 2 s \| \| 5e \| François Simon \| France \| Bonjour-Toupargel \| + 2 s \| \| 6e \| Laurent Brochard \| France \| Jean Delatour \| + 2 s \| \| 7e \| Fabio Baldato \| Italie \| Fassa Bortolo \| + 2 s \| \| 8e \| Bradley McGee \| Australie \| La Française des jeux \| + 2 s \| \| 9e \| Viatcheslav Ekimov \| Russie \| US Postal Service \| + 2 s \| \| 10e \| Giovanni Lombardi \| Italie \| Deutsche Telekom \| + 2 s \| |                    |           |                          |                 |
| |                    |           |                          |                 |
| |                    |           |                          |                 |
| Classement de l'étape |                    |           |                          |                 |
| Coureur | Coureur            | Pays      | Équipe                   | Temps           |
| 1er | Matteo Tosatto     | Italie    | Fassa Bortolo            | 4 h 59 min 35 s |
| 2e | Tristan Hoffman    | Pays-Bas  | Memory Card-Jack & Jones | + 2 s           |
| 3e | Salvatore Commesso | Italie    | Saeco-Valli & Valli      | + 2 s           |
| 4e | Andreï Tchmil      | Belgique  | Lotto-Adecco             | + 2 s           |
| 5e | François Simon     | France    | Bonjour-Toupargel        | + 2 s           |
| 6e | Laurent Brochard   | France    | Jean Delatour            | + 2 s           |
| 7e | Fabio Baldato      | Italie    | Fassa Bortolo            | + 2 s           |
| 8e | Bradley McGee      | Australie | La Française des jeux    | + 2 s           |
| 9e | Viatcheslav Ekimov | Russie    | US Postal Service        | + 2 s           |
| 10e | Giovanni Lombardi  | Italie    | Deutsche Telekom         | + 2 s           |

| \| Classement général \| Classement général \| Classement général \| Classement général \| Classement général \| \| Coureur \| Coureur \| Pays \| Équipe \| Temps \| \| ------------------ \| ------------------------ \| ------------------ \| ------------------------ \| ------------------ \| \| 1er \| Laurent Brochard \| France \| Jean Delatour \| 19 h 23 min 12 s \| \| 2e \| Andreas Klöden \| Allemagne \| Deutsche Telekom \| + 10 s \| \| 3e \| Frankie Andreu \| États-Unis \| US Postal Service \| + 12 s \| \| 4e \| Francisco Mancebo \| Espagne \| Banesto \| + 13 s \| \| 5e \| François Simon \| France \| Bonjour-Toupargel \| + 16 s \| \| 6e \| Martin Rittsel \| Suède \| Memory Card-Jack & Jones \| + 17 s \| \| 7e \| Bobby Julich \| États-Unis \| Crédit Agricole \| + 17 s \| \| 8e \| Javier Pascual Rodríguez \| Espagne \| Kelme-Costa Blanca \| + 22 s \| \| 9e \| Stéphane Heulot \| France \| La Française des jeux \| + 29 s \| \| 10e \| Mario Aerts \| Belgique \| Lotto-Adecco \| + 31 s \| |                          |            |                          |                  |
| |                          |            |                          |                  |
| |                          |            |                          |                  |
| Classement général |                          |            |                          |                  |
| Coureur | Coureur                  | Pays       | Équipe                   | Temps            |
| 1er | Laurent Brochard         | France     | Jean Delatour            | 19 h 23 min 12 s |
| 2e | Andreas Klöden           | Allemagne  | Deutsche Telekom         | + 10 s           |
| 3e | Frankie Andreu           | États-Unis | US Postal Service        | + 12 s           |
| 4e | Francisco Mancebo        | Espagne    | Banesto                  | + 13 s           |
| 5e | François Simon           | France     | Bonjour-Toupargel        | + 16 s           |
| 6e | Martin Rittsel           | Suède      | Memory Card-Jack & Jones | + 17 s           |
| 7e | Bobby Julich             | États-Unis | Crédit Agricole          | + 17 s           |
| 8e | Javier Pascual Rodríguez | Espagne    | Kelme-Costa Blanca       | + 22 s           |
| 9e | Stéphane Heulot          | France     | La Française des jeux    | + 29 s           |
| 10e | Mario Aerts              | Belgique   | Lotto-Adecco             | + 31 s           |

### 5eétape
La 5e étape se déroule entre la ville de Sisteron, située dans le département des Alpes-de-Haute-Provence et celle de Villeneuve-Loubet, située dans le département des Alpes-Maritimes, sur une distance de 196.2 kilomètres.
| \| Classement de l'étape \| Classement de l'étape \| Classement de l'étape \| Classement de l'étape \| Classement de l'étape \| \| Coureur \| Coureur \| Pays \| Équipe \| Temps \| \| --------------------- \| --------------------- \| --------------------- \| ----------------------- \| --------------------- \| \| 1er \| François Simon \| France \| Bonjour-Toupargel \| 4 h 43 min 09 s \| \| 2e \| Alessandro Petacchi \| Italie \| Fassa Bortolo \| + 0 s \| \| 3e \| Andreï Tchmil \| Belgique \| Lotto-Adecco \| + 0 s \| \| 4e \| George Hincapie \| États-Unis \| US Postal Service \| + 0 s \| \| 5e \| Bradley McGee \| Australie \| La Française des jeux \| + 0 s \| \| 6e \| Salvatore Commesso \| Italie \| Saeco-Valli & Valli \| + 0 s \| \| 7e \| Mario Aerts \| Belgique \| Lotto-Adecco \| + 0 s \| \| 8e \| Laurent Brochard \| France \| Jean Delatour \| + 0 s \| \| 9e \| Francesco Casagrande \| Italie \| Vini Caldirola-Sidermec \| + 0 s \| \| 10e \| Viatcheslav Ekimov \| Russie \| US Postal Service \| + 0 s \| |                      |            |                         |                 |
| |                      |            |                         |                 |
| |                      |            |                         |                 |
| Classement de l'étape |                      |            |                         |                 |
| Coureur | Coureur              | Pays       | Équipe                  | Temps           |
| 1er | François Simon       | France     | Bonjour-Toupargel       | 4 h 43 min 09 s |
| 2e | Alessandro Petacchi  | Italie     | Fassa Bortolo           | + 0 s           |
| 3e | Andreï Tchmil        | Belgique   | Lotto-Adecco            | + 0 s           |
| 4e | George Hincapie      | États-Unis | US Postal Service       | + 0 s           |
| 5e | Bradley McGee        | Australie  | La Française des jeux   | + 0 s           |
| 6e | Salvatore Commesso   | Italie     | Saeco-Valli & Valli     | + 0 s           |
| 7e | Mario Aerts          | Belgique   | Lotto-Adecco            | + 0 s           |
| 8e | Laurent Brochard     | France     | Jean Delatour           | + 0 s           |
| 9e | Francesco Casagrande | Italie     | Vini Caldirola-Sidermec | + 0 s           |
| 10e | Viatcheslav Ekimov   | Russie     | US Postal Service       | + 0 s           |

| \| Classement général \| Classement général \| Classement général \| Classement général \| Classement général \| \| Coureur \| Coureur \| Pays \| Équipe \| Temps \| \| ------------------ \| ------------------------ \| ------------------ \| ------------------------ \| ------------------ \| \| 1er \| Laurent Brochard \| France \| Jean Delatour \| 24 h 06 min 21 s \| \| 2e \| François Simon \| France \| Bonjour-Toupargel \| + 6 s \| \| 3e \| Andreas Klöden \| Allemagne \| Deutsche Telekom \| + 10 s \| \| 4e \| Frankie Andreu \| États-Unis \| US Postal Service \| + 12 s \| \| 5e \| Francisco Mancebo \| Espagne \| Banesto \| + 13 s \| \| 6e \| Martin Rittsel \| Suède \| Memory Card-Jack & Jones \| + 17 s \| \| 7e \| Javier Pascual Rodríguez \| Espagne \| Kelme-Costa Blanca \| + 22 s \| \| 8e \| Stéphane Heulot \| France \| La Française des jeux \| + 29 s \| \| 9e \| Mario Aerts \| Belgique \| Lotto-Adecco \| + 31 s \| \| 10e \| Giuliano Figueras \| Italie \| Mapei-Quick Step \| + 38 s \| |                          |            |                          |                  |
| |                          |            |                          |                  |
| |                          |            |                          |                  |
| Classement général |                          |            |                          |                  |
| Coureur | Coureur                  | Pays       | Équipe                   | Temps            |
| 1er | Laurent Brochard         | France     | Jean Delatour            | 24 h 06 min 21 s |
| 2e | François Simon           | France     | Bonjour-Toupargel        | + 6 s            |
| 3e | Andreas Klöden           | Allemagne  | Deutsche Telekom         | + 10 s           |
| 4e | Frankie Andreu           | États-Unis | US Postal Service        | + 12 s           |
| 5e | Francisco Mancebo        | Espagne    | Banesto                  | + 13 s           |
| 6e | Martin Rittsel           | Suède      | Memory Card-Jack & Jones | + 17 s           |
| 7e | Javier Pascual Rodríguez | Espagne    | Kelme-Costa Blanca       | + 22 s           |
| 8e | Stéphane Heulot          | France     | La Française des jeux    | + 29 s           |
| 9e | Mario Aerts              | Belgique   | Lotto-Adecco             | + 31 s           |
| 10e | Giuliano Figueras        | Italie     | Mapei-Quick Step         | + 38 s           |

### 6eétape
La 6e étape de cette édition de Paris-Nice est disputée sous la forme d'un contre-la-montre individuel en côte entre la ville de Nice et le col d'Èze, sur une distance de 10 kilomètres.
| \| Classement de l'étape \| Classement de l'étape \| Classement de l'étape \| Classement de l'étape \| Classement de l'étape \| \| Coureur \| Coureur \| Pays \| Équipe \| Temps \| \| --------------------- \| --------------------- \| --------------------- \| ----------------------- \| --------------------- \| \| 1er \| Andreas Klöden \| Allemagne \| Deutsche Telekom \| 17 min 43 s \| \| 2e \| Laurent Brochard \| France \| Jean Delatour \| + 17 s \| \| 3e \| Jonathan Vaughters \| États-Unis \| Crédit Agricole \| + 23 s \| \| 4e \| Dario Frigo \| Italie \| Fassa Bortolo \| + 25 s \| \| 5e \| Wladimir Belli \| Italie \| Fassa Bortolo \| + 27 s \| \| 6e \| Alexandre Vinokourov \| Kazakhstan \| Deutsche Telekom \| + 29 s \| \| 7e \| Francesco Casagrande \| Italie \| Vini Caldirola-Sidermec \| + 34 s \| \| 8e \| Grischa Niermann \| Allemagne \| Rabobank \| + 37 s \| \| 9e \| Tomasz Brożyna \| Pologne \| Banesto \| + 38 s \| \| 10e \| Aitor Garmendia \| Espagne \| Banesto \| + 39 s \| |                      |            |                         |             |
| |                      |            |                         |             |
| |                      |            |                         |             |
| Classement de l'étape |                      |            |                         |             |
| Coureur | Coureur              | Pays       | Équipe                  | Temps       |
| 1er | Andreas Klöden       | Allemagne  | Deutsche Telekom        | 17 min 43 s |
| 2e | Laurent Brochard     | France     | Jean Delatour           | + 17 s      |
| 3e | Jonathan Vaughters   | États-Unis | Crédit Agricole         | + 23 s      |
| 4e | Dario Frigo          | Italie     | Fassa Bortolo           | + 25 s      |
| 5e | Wladimir Belli       | Italie     | Fassa Bortolo           | + 27 s      |
| 6e | Alexandre Vinokourov | Kazakhstan | Deutsche Telekom        | + 29 s      |
| 7e | Francesco Casagrande | Italie     | Vini Caldirola-Sidermec | + 34 s      |
| 8e | Grischa Niermann     | Allemagne  | Rabobank                | + 37 s      |
| 9e | Tomasz Brożyna       | Pologne    | Banesto                 | + 38 s      |
| 10e | Aitor Garmendia      | Espagne    | Banesto                 | + 39 s      |

| \| Classement général \| Classement général \| Classement général \| Classement général \| Classement général \| \| Coureur \| Coureur \| Pays \| Équipe \| Temps \| \| ------------------ \| ------------------------ \| ------------------ \| ------------------------ \| ------------------ \| \| 1er \| Andreas Klöden \| Allemagne \| Deutsche Telekom \| 24 h 26 min 37 s \| \| 2e \| Laurent Brochard \| France \| Jean Delatour \| + 7 s \| \| 3e \| Francisco Mancebo \| Espagne \| Banesto \| + 44 s \| \| 4e \| François Simon \| France \| Bonjour-Toupargel \| + 53 s \| \| 5e \| Javier Pascual Rodríguez \| Espagne \| Kelme-Costa Blanca \| + 56 s \| \| 6e \| Jonathan Vaughters \| États-Unis \| Crédit Agricole \| + 1 min 02 s \| \| 7e \| Martin Rittsel \| Suède \| Memory Card-Jack & Jones \| + 1 min 15 s \| \| 8e \| Frankie Andreu \| États-Unis \| US Postal Service \| + 1 min 17 s \| \| 9e \| Dario Frigo \| Italie \| Fassa Bortolo \| + 1 min 17 s \| \| 10e \| Tomasz Brożyna \| Pologne \| Banesto \| + 1 min 18 s \| |                          |            |                          |                  |
| |                          |            |                          |                  |
| |                          |            |                          |                  |
| Classement général |                          |            |                          |                  |
| Coureur | Coureur                  | Pays       | Équipe                   | Temps            |
| 1er | Andreas Klöden           | Allemagne  | Deutsche Telekom         | 24 h 26 min 37 s |
| 2e | Laurent Brochard         | France     | Jean Delatour            | + 7 s            |
| 3e | Francisco Mancebo        | Espagne    | Banesto                  | + 44 s           |
| 4e | François Simon           | France     | Bonjour-Toupargel        | + 53 s           |
| 5e | Javier Pascual Rodríguez | Espagne    | Kelme-Costa Blanca       | + 56 s           |
| 6e | Jonathan Vaughters       | États-Unis | Crédit Agricole          | + 1 min 02 s     |
| 7e | Martin Rittsel           | Suède      | Memory Card-Jack & Jones | + 1 min 15 s     |
| 8e | Frankie Andreu           | États-Unis | US Postal Service        | + 1 min 17 s     |
| 9e | Dario Frigo              | Italie     | Fassa Bortolo            | + 1 min 17 s     |
| 10e | Tomasz Brożyna           | Pologne    | Banesto                  | + 1 min 18 s     |

### 7eétape
La 7e étape et dernière étape est tracée sous la forme d'une boucle au tour de la ville de Nice sur une distance de 160.1 kilomètres.
| \| Classement de l'étape \| Classement de l'étape \| Classement de l'étape \| Classement de l'étape \| Classement de l'étape \| \| Coureur \| Coureur \| Pays \| Équipe \| Temps \| \| --------------------- \| --------------------- \| --------------------- \| ------------------------------- \| --------------------- \| \| 1er \| Tom Steels \| Belgique \| Mapei-Quick Step \| + 3 h 53 min 13 s \| \| 2e \| Damien Nazon \| France \| Bonjour-Toupargel \| + 0 s \| \| 3e \| George Hincapie \| États-Unis \| US Postal Service \| + 0 s \| \| 4e \| Stuart O'Grady \| Australie \| Crédit Agricole \| + 0 s \| \| 5e \| Rubén Galván \| Espagne \| Kelme-Costa Blanca \| + 0 s \| \| 6e \| Danilo Hondo \| Allemagne \| Deutsche Telekom \| + 0 s \| \| 7e \| Tristan Hoffman \| Pays-Bas \| Memory Card-Jack & Jones \| + 0 s \| \| 8e \| Torsten Nitsche \| Allemagne \| Saeco-Valli & Valli \| + 0 s \| \| 9e \| Stéphane Barthe \| France \| AG2R Prévoyance \| + 0 s \| \| 10e \| Philippe Gaumont \| France \| Cofidis-Le Crédit par Téléphone \| + 0 s \| |                  |            |                                 |                   |
| |                  |            |                                 |                   |
| |                  |            |                                 |                   |
| Classement de l'étape |                  |            |                                 |                   |
| Coureur | Coureur          | Pays       | Équipe                          | Temps             |
| 1er | Tom Steels       | Belgique   | Mapei-Quick Step                | + 3 h 53 min 13 s |
| 2e | Damien Nazon     | France     | Bonjour-Toupargel               | + 0 s             |
| 3e | George Hincapie  | États-Unis | US Postal Service               | + 0 s             |
| 4e | Stuart O'Grady   | Australie  | Crédit Agricole                 | + 0 s             |
| 5e | Rubén Galván     | Espagne    | Kelme-Costa Blanca              | + 0 s             |
| 6e | Danilo Hondo     | Allemagne  | Deutsche Telekom                | + 0 s             |
| 7e | Tristan Hoffman  | Pays-Bas   | Memory Card-Jack & Jones        | + 0 s             |
| 8e | Torsten Nitsche  | Allemagne  | Saeco-Valli & Valli             | + 0 s             |
| 9e | Stéphane Barthe  | France     | AG2R Prévoyance                 | + 0 s             |
| 10e | Philippe Gaumont | France     | Cofidis-Le Crédit par Téléphone | + 0 s             |

## Classements finals

### Classement général
| \| Classement général \| Classement général \| Classement général \| Classement général \| Classement général \| \| Coureur \| Coureur \| Pays \| Équipe \| Temps \| \| ------------------ \| ------------------------ \| ------------------ \| ------------------------ \| ------------------ \| \| 1er \| Andreas Klöden \| Allemagne \| Deutsche Telekom \| 28 h 19 min 50 s \| \| 2e \| Laurent Brochard \| France \| Jean Delatour \| + 7 s \| \| 3e \| Francisco Mancebo \| Espagne \| Banesto \| + 44 s \| \| 4e \| François Simon \| France \| Bonjour-Toupargel \| + 53 s \| \| 5e \| Javier Pascual Rodríguez \| Espagne \| Kelme-Costa Blanca \| + 56 s \| \| 6e \| Jonathan Vaughters \| États-Unis \| Crédit Agricole \| + 1 min 02 s \| \| 7e \| Martin Rittsel \| Suède \| Memory Card-Jack & Jones \| + 1 min 15 s \| \| 8e \| Frankie Andreu \| États-Unis \| US Postal Service \| + 1 min 17 s \| \| 9e \| Dario Frigo \| Italie \| Fassa Bortolo \| + 1 min 17 s \| \| 10e \| Tomasz Brożyna \| Pologne \| Banesto \| + 1 min 18 s \| |                          |            |                          |                  |
| |                          |            |                          |                  |
| |                          |            |                          |                  |
| Classement général |                          |            |                          |                  |
| Coureur | Coureur                  | Pays       | Équipe                   | Temps            |
| 1er | Andreas Klöden           | Allemagne  | Deutsche Telekom         | 28 h 19 min 50 s |
| 2e | Laurent Brochard         | France     | Jean Delatour            | + 7 s            |
| 3e | Francisco Mancebo        | Espagne    | Banesto                  | + 44 s           |
| 4e | François Simon           | France     | Bonjour-Toupargel        | + 53 s           |
| 5e | Javier Pascual Rodríguez | Espagne    | Kelme-Costa Blanca       | + 56 s           |
| 6e | Jonathan Vaughters       | États-Unis | Crédit Agricole          | + 1 min 02 s     |
| 7e | Martin Rittsel           | Suède      | Memory Card-Jack & Jones | + 1 min 15 s     |
| 8e | Frankie Andreu           | États-Unis | US Postal Service        | + 1 min 17 s     |
| 9e | Dario Frigo              | Italie     | Fassa Bortolo            | + 1 min 17 s     |
| 10e | Tomasz Brożyna           | Pologne    | Banesto                  | + 1 min 18 s     |

### Classements annexes
| Classement par points | Classement par points | Classement par points | Classement par points | Classement par points |
| Coureur               | Coureur               | Pays                  | Équipe                | Points                |
| --------------------- | --------------------- | --------------------- | --------------------- | --------------------- |
| 1er                   | Laurent Brochard      | France                | Jean Delatour         |                       |

| Classement par points | Classement par points | Classement par points | Classement par points | Classement par points |
| Coureur               | Coureur               | Pays                  | Équipe                | Points                |
| --------------------- | --------------------- | --------------------- | --------------------- | --------------------- |
| 1er                   | Laurent Brochard      | France                | Jean Delatour         |                       |

| Classement de la montagne | Classement de la montagne | Classement de la montagne | Classement de la montagne | Classement de la montagne |
| Coureur                   | Coureur                   | Pays                      | Équipe                    | Points                    |
| ------------------------- | ------------------------- | ------------------------- | ------------------------- | ------------------------- |
| 1er                       | Francesco Casagrande      | Italie                    | Vini Caldirola-Sidermec   |                           |

| Classement de la montagne | Classement de la montagne | Classement de la montagne | Classement de la montagne | Classement de la montagne |
| Coureur                   | Coureur                   | Pays                      | Équipe                    | Points                    |
| ------------------------- | ------------------------- | ------------------------- | ------------------------- | ------------------------- |
| 1er                       | Francesco Casagrande      | Italie                    | Vini Caldirola-Sidermec   |                           |

| Classement du meilleur jeune | Classement du meilleur jeune | Classement du meilleur jeune | Classement du meilleur jeune | Classement du meilleur jeune |
| Coureur                      | Coureur                      | Pays                         | Équipe                       | Temps                        |
| ---------------------------- | ---------------------------- | ---------------------------- | ---------------------------- | ---------------------------- |
| 1er                          | Francisco Mancebo            | Espagne                      | Banesto                      | 28 h 20 min 34 s             |

| Classement du meilleur jeune | Classement du meilleur jeune | Classement du meilleur jeune | Classement du meilleur jeune | Classement du meilleur jeune |
| Coureur                      | Coureur                      | Pays                         | Équipe                       | Temps                        |
| ---------------------------- | ---------------------------- | ---------------------------- | ---------------------------- | ---------------------------- |
| 1er                          | Francisco Mancebo            | Espagne                      | Banesto                      | 28 h 20 min 34 s             |

| Classement par équipes | Classement par équipes | Classement par équipes | Classement par équipes |
| Équipe                 | Équipe                 | Pays                   | Temps                  |
| ---------------------- | ---------------------- | ---------------------- | ---------------------- |
| 1re                    | Deutsche Telekom       | Allemagne              |                        |

| Classement par équipes | Classement par équipes | Classement par équipes | Classement par équipes |
| Équipe                 | Équipe                 | Pays                   | Temps                  |
| ---------------------- | ---------------------- | ---------------------- | ---------------------- |
| 1re                    | Deutsche Telekom       | Allemagne              |                        |

## Évolution des classements
| Étape              | Vainqueur          | Classement général | Classement par points | Grand Prix de la montagne | Classement du meilleur jeune | Classement par équipes |
| ------------------ | ------------------ | ------------------ | --------------------- | ------------------------- | ---------------------------- | ---------------------- |
| Prologue           | Laurent Brochard   | Laurent Brochard   |                       |                           |                              |                        |
| 1                  | Jaan Kirsipuu      | Jaan Kirsipuu      |                       |                           |                              |                        |
| 2                  | Fabio Baldato      | Laurent Brochard   |                       |                           |                              |                        |
| 3                  | Bo Hamburger       | Laurent Brochard   |                       |                           |                              |                        |
| 4                  | Matteo Tosatto     | Laurent Brochard   |                       |                           |                              |                        |
| 5                  | François Simon     | Laurent Brochard   |                       |                           |                              |                        |
| 6                  | Andreas Klöden     | Andreas Klöden     |                       |                           |                              |                        |
| 7                  | Tom Steels         | Andreas Klöden     |                       |                           |                              |                        |
| Classements finals | Classements finals | Andreas Klöden     | Laurent Brochard      | Francesco Casagrande      | Francisco Mancebo            | Deutsche Telekom       |

## Liste des participants
| US Postal Service USP | US Postal Service USP       | US Postal Service USP |
| --------------------- | --------------------------- | --------------------- |
| Num                   | Coureur                     | Pos                   |
| 1                     | Patrick Jonker (AUS)        |                       |
| 2                     | Frankie Andreu (USA)        |                       |
| 3                     | Viatcheslav Ekimov (RUS)    |                       |
| 4                     | George Hincapie (USA)       |                       |
| 5                     | Benoît Joachim (LUX)        |                       |
| 6                     | Julian Dean (NZL)           |                       |
| 7                     | Christian Vande Velde (USA) |                       |
| 8                     | Cédric Vasseur (FRA)        |                       |

| Cofidis-Le Crédit par Téléphone COF | Cofidis-Le Crédit par Téléphone COF | Cofidis-Le Crédit par Téléphone COF |
| ----------------------------------- | ----------------------------------- | ----------------------------------- |
| Num                                 | Coureur                             | Pos                                 |
| 12                                  | Peter Farazijn (BEL)                |                                     |
| 13                                  | Philippe Gaumont (FRA)              |                                     |
| 14                                  | Steve De Wolf (BEL)                 |                                     |
| 15                                  | Laurent Lefèvre (FRA)               |                                     |
| 16                                  | Nico Mattan (BEL)                   |                                     |
| 17                                  | Chris Peers (BEL)                   |                                     |
| 18                                  | Jo Planckaert (BEL)                 |                                     |

| Banesto BAN | Banesto BAN              | Banesto BAN |
| ----------- | ------------------------ | ----------- |
| Num         | Coureur                  | Pos         |
| 21          | Francisco Mancebo (ESP)  |             |
| 22          | Dariusz Baranowski (POL) |             |
| 23          | Tomasz Brożyna (POL)     |             |
| 24          | Aitor Garmendia (ESP)    |             |
| 25          | David Latasa (ESP)       |             |
| 26          | Pablo Lastras (ESP)      |             |
| 27          | Unai Osa (ESP)           |             |
| 28          | David Navas (ESP)        |             |

| Polti PLT | Polti PLT               | Polti PLT |
| --------- | ----------------------- | --------- |
| Num       | Coureur                 | Pos       |
| 31        | Richard Virenque (FRA)  |           |
| 32        | Rossano Brasi (ITA)     |           |
| 33        | Mirko Crepaldi (ITA)    |           |
| 34        | Rafael Mateos (ESP)     |           |
| 36        | Pascal Hervé (FRA)      |           |
| 37        | Silvio Martinello (ITA) |           |
| 38        | José Manuel Uría (ESP)  |           |

| Deutsche Telekom TEL | Deutsche Telekom TEL       | Deutsche Telekom TEL |
| -------------------- | -------------------------- | -------------------- |
| Num                  | Coureur                    | Pos                  |
| 41                   | Alexandre Vinokourov (KAZ) |                      |
| 42                   | Udo Bölts (GER)            |                      |
| 43                   | Ralf Grabsch (GER)         |                      |
| 44                   | Danilo Hondo (GER)         |                      |
| 45                   | Kai Hundertmarck (GER)     |                      |
| 46                   | Stephan Schreck (GER)      |                      |
| 47                   | Andreas Klöden (GER)       |                      |
| 48                   | Giovanni Lombardi (ITA)    |                      |

| Bonjour-Toupargel BJT | Bonjour-Toupargel BJT  | Bonjour-Toupargel BJT |
| --------------------- | ---------------------- | --------------------- |
| Num                   | Coureur                | Pos                   |
| 51                    | François Simon (FRA)   |                       |
| 52                    | Walter Bénéteau (FRA)  |                       |
| 53                    | Pascal Deramé (FRA)    |                       |
| 54                    | Franck Renier (FRA)    |                       |
| 55                    | Charles Guilbert (FRA) |                       |
| 56                    | Damien Nazon (FRA)     |                       |
| 57                    | Jean-Cyril Robin (FRA) |                       |
| 58                    | Didier Rous (FRA)      |                       |

| Crédit Agricole C.A | Crédit Agricole C.A      | Crédit Agricole C.A |
| ------------------- | ------------------------ | ------------------- |
| Num                 | Coureur                  | Pos                 |
| 61                  | Bobby Julich (USA)       |                     |
| 62                  | Magnus Bäckstedt (SWE)   |                     |
| 63                  | Chris Boardman (GBR)     |                     |
| 64                  | Anthony Langella (FRA)   |                     |
| 65                  | Fabrice Gougot (FRA)     |                     |
| 66                  | Anthony Morin (FRA)      |                     |
| 67                  | Stuart O'Grady (AUS)     |                     |
| 68                  | Jonathan Vaughters (USA) |                     |

| Vini Caldirola-Sidermec ___ | Vini Caldirola-Sidermec ___ | Vini Caldirola-Sidermec ___ |
| --------------------------- | --------------------------- | --------------------------- |
| Num                         | Coureur                     | Pos                         |
| 71                          | Francesco Casagrande (ITA)  |                             |
| 73                          | Roberto Conti (ITA)         |                             |
| 74                          | Sandro Giacomelli (ITA)     |                             |
| 75                          | Mauro Gianetti (SUI)        |                             |
| 76                          | Zoran Klemenčič (SLO)       |                             |
| 77                          | Matthew White (AUS)         |                             |
| 78                          | Pietro Zucconi (SUI)        |                             |

| Saeco-Valli & Valli SAE | Saeco-Valli & Valli SAE   | Saeco-Valli & Valli SAE |
| ----------------------- | ------------------------- | ----------------------- |
| Num                     | Coureur                   | Pos                     |
| 81                      | Laurent Dufaux (SUI)      |                         |
| 82                      | Daniel Atienza (ESP)      |                         |
| 83                      | Salvatore Commesso (ITA)  |                         |
| 84                      | Armin Meier (SUI)         |                         |
| 85                      | Torsten Nitsche (GER)     |                         |
| 86                      | Dario Pieri (ITA)         |                         |
| 87                      | Igor Pugaci (MDA)         |                         |
| 88                      | Francesco Secchiari (ITA) |                         |

| Rabobank RAB | Rabobank RAB           | Rabobank RAB |
| ------------ | ---------------------- | ------------ |
| Num          | Coureur                | Pos          |
| 91           | Erik Dekker (NED)      |              |
| 92           | Niki Aebersold (SUI)   |              |
| 93           | Addy Engels (NED)      |              |
| 94           | Matthé Pronk (NED)     |              |
| 95           | Marc Lotz (NED)        |              |
| 96           | Grischa Niermann (GER) |              |
| 97           | Léon van Bon (NED)     |              |
| 98           | Beat Zberg (SUI)       |              |

| Mapei-Quick Step MAP | Mapei-Quick Step MAP    | Mapei-Quick Step MAP |
| -------------------- | ----------------------- | -------------------- |
| Num                  | Coureur                 | Pos                  |
| 101                  | Giuliano Figueras (ITA) |                      |
| 102                  | Paolo Fornaciari (ITA)  |                      |
| 103                  | Bart Leysen (BEL)       |                      |
| 104                  | Axel Merckx (BEL)       |                      |
| 105                  | Daniele Nardello (ITA)  |                      |
| 106                  | Rinaldo Nocentini (ITA) |                      |
| 107                  | Tom Steels (BEL)        |                      |
| 108                  | David Tani (ITA)        |                      |

| La Française des jeux FDJ | La Française des jeux FDJ | La Française des jeux FDJ |
| ------------------------- | ------------------------- | ------------------------- |
| Num                       | Coureur                   | Pos                       |
| 111                       | Stéphane Heulot (FRA)     |                           |
| 112                       | Nicolas Fritsch (FRA)     |                           |
| 113                       | Cyril Saugrain (FRA)      |                           |
| 114                       | Emmanuel Magnien (FRA)    |                           |
| 115                       | Bradley McGee (AUS)       |                           |
| 116                       | Sven Montgomery (SUI)     |                           |
| 117                       | Jean-Patrick Nazon (FRA)  |                           |
| 118                       | Nicolas Vogondy (FRA)     |                           |

| Jean Delatour DEL | Jean Delatour DEL        | Jean Delatour DEL |
| ----------------- | ------------------------ | ----------------- |
| Num               | Coureur                  | Pos               |
| 121               | Laurent Brochard (FRA)   |                   |
| 122               | Christophe Bassons (FRA) |                   |
| 123               | Frédéric Bessy (FRA)     |                   |
| 124               | Gilles Bouvard (FRA)     |                   |
| 125               | Patrice Halgand (FRA)    |                   |
| 126               | Christophe Oriol (FRA)   |                   |
| 127               | Eddy Seigneur (FRA)      |                   |
| 128               | Bruno Thibout (FRA)      |                   |

| Festina FES | Festina FES             | Festina FES |
| ----------- | ----------------------- | ----------- |
| Num         | Coureur                 | Pos         |
| 131         | Christophe Moreau (FRA) |             |
| 132         | Florent Brard (FRA)     |             |
| 133         | Stéphane Augé (FRA)     |             |
| 134         | David Clinger (USA)     |             |
| 135         | Andy Flickinger (FRA)   |             |
| 136         | Michel Klinger (SUI)    |             |
| 137         | Pascal Lino (FRA)       |             |
| 138         | Laurent Madouas (FRA)   |             |

| Lotto-Adecco LOT | Lotto-Adecco LOT       | Lotto-Adecco LOT |
| ---------------- | ---------------------- | ---------------- |
| Num              | Coureur                | Pos              |
| 141              | Andreï Tchmil (BEL)    |                  |
| 142              | Mario Aerts (BEL)      |                  |
| 143              | Jacky Durand (FRA)     |                  |
| 144              | Thierry Marichal (BEL) |                  |
| 145              | Paul Van Hyfte (BEL)   |                  |
| 146              | Kurt Van Lancker (BEL) |                  |
| 147              | Rik Verbrugghe (BEL)   |                  |
| 148              | Geert Verheyen (BEL)   |                  |

| AG2R Prévoyance A2R | AG2R Prévoyance A2R    | AG2R Prévoyance A2R |
| ------------------- | ---------------------- | ------------------- |
| Num                 | Coureur                | Pos                 |
| 151                 | Jaan Kirsipuu (EST)    |                     |
| 152                 | Lauri Aus (EST)        |                     |
| 153                 | Stéphane Barthe (FRA)  |                     |
| 154                 | Pascal Chanteur (FRA)  |                     |
| 155                 | Artūras Kasputis (LTU) |                     |
| 156                 | Andrei Kivilev (KAZ)   |                     |
| 157                 | Gilles Maignan (FRA)   |                     |
| 158                 | Benoît Salmon (FRA)    |                     |

| Fassa Bortolo FAS | Fassa Bortolo FAS         | Fassa Bortolo FAS |
| ----------------- | ------------------------- | ----------------- |
| Num               | Coureur                   | Pos               |
| 161               | Wladimir Belli (ITA)      |                   |
| 162               | Fabio Baldato (ITA)       |                   |
| 163               | Dario Frigo (ITA)         |                   |
| 164               | Nicola Loda (ITA)         |                   |
| 165               | Luca Mazzanti (ITA)       |                   |
| 166               | Alessandro Petacchi (ITA) |                   |
| 167               | Matteo Tosatto (ITA)      |                   |
| 168               | Tadej Valjavec (SLO)      |                   |

| Memory Card-Jack & Jones MCJ | Memory Card-Jack & Jones MCJ | Memory Card-Jack & Jones MCJ |
| ---------------------------- | ---------------------------- | ---------------------------- |
| Num                          | Coureur                      | Pos                          |
| 171                          | Bo Hamburger (DEN)           |                              |
| 172                          | Michael Blaudzun (DEN)       |                              |
| 173                          | Tristan Hoffman (NED)        |                              |
| 174                          | Nicolaj Bo Larsen (DEN)      |                              |
| 175                          | Michael Steen Nielsen        |                              |
| 176                          | Jakob Piil (DEN)             |                              |
| 177                          | Martin Rittsel (SWE)         |                              |
| 178                          | Jesper Skibby (DEN)          |                              |

| Kelme-Costa Blanca KEL | Kelme-Costa Blanca KEL         | Kelme-Costa Blanca KEL |
| ---------------------- | ------------------------------ | ---------------------- |
| Num                    | Coureur                        | Pos                    |
| 181                    | José Luis Rubiera (ESP)        |                        |
| 182                    | Alvaro Forner (ESP)            |                        |
| 183                    | Rubén Galván (ESP)             |                        |
| 184                    | José Javier Gómez (ESP)        |                        |
| 185                    | Javier Otxoa (ESP)             |                        |
| 186                    | Ricardo Otxoa (ESP)            |                        |
| 187                    | Javier Pascual Rodríguez (ESP) |                        |
| 188                    | Ángel Vicioso (ESP)            |                        |

| BigMat-Auber 93 BIG | BigMat-Auber 93 BIG       | BigMat-Auber 93 BIG |
| ------------------- | ------------------------- | ------------------- |
| Num                 | Coureur                   | Pos                 |
| 191                 | Thierry Bourguignon (FRA) |                     |
| 192                 | Guillaume Auger (FRA)     |                     |
| 193                 | Ludovic Auger (FRA)       |                     |
| 194                 | Stéphane Bergès (FRA)     |                     |
| 195                 | Thierry Gouvenou (FRA)    |                     |
| 196                 | Loïc Lamouller (FRA)      |                     |
| 197                 | Lylian Lebreton (FRA)     |                     |
| 198                 | Dominique Rault (FRA)     |                     |

| US Postal Service USP | US Postal Service USP       | US Postal Service USP |
| --------------------- | --------------------------- | --------------------- |
| Num                   | Coureur                     | Pos                   |
| 1                     | Patrick Jonker (AUS)        |                       |
| 2                     | Frankie Andreu (USA)        |                       |
| 3                     | Viatcheslav Ekimov (RUS)    |                       |
| 4                     | George Hincapie (USA)       |                       |
| 5                     | Benoît Joachim (LUX)        |                       |
| 6                     | Julian Dean (NZL)           |                       |
| 7                     | Christian Vande Velde (USA) |                       |
| 8                     | Cédric Vasseur (FRA)        |                       |

| Cofidis-Le Crédit par Téléphone COF | Cofidis-Le Crédit par Téléphone COF | Cofidis-Le Crédit par Téléphone COF |
| ----------------------------------- | ----------------------------------- | ----------------------------------- |
| Num                                 | Coureur                             | Pos                                 |
| 12                                  | Peter Farazijn (BEL)                |                                     |
| 13                                  | Philippe Gaumont (FRA)              |                                     |
| 14                                  | Steve De Wolf (BEL)                 |                                     |
| 15                                  | Laurent Lefèvre (FRA)               |                                     |
| 16                                  | Nico Mattan (BEL)                   |                                     |
| 17                                  | Chris Peers (BEL)                   |                                     |
| 18                                  | Jo Planckaert (BEL)                 |                                     |

| Banesto BAN | Banesto BAN              | Banesto BAN |
| ----------- | ------------------------ | ----------- |
| Num         | Coureur                  | Pos         |
| 21          | Francisco Mancebo (ESP)  |             |
| 22          | Dariusz Baranowski (POL) |             |
| 23          | Tomasz Brożyna (POL)     |             |
| 24          | Aitor Garmendia (ESP)    |             |
| 25          | David Latasa (ESP)       |             |
| 26          | Pablo Lastras (ESP)      |             |
| 27          | Unai Osa (ESP)           |             |
| 28          | David Navas (ESP)        |             |

| Polti PLT | Polti PLT               | Polti PLT |
| --------- | ----------------------- | --------- |
| Num       | Coureur                 | Pos       |
| 31        | Richard Virenque (FRA)  |           |
| 32        | Rossano Brasi (ITA)     |           |
| 33        | Mirko Crepaldi (ITA)    |           |
| 34        | Rafael Mateos (ESP)     |           |
| 36        | Pascal Hervé (FRA)      |           |
| 37        | Silvio Martinello (ITA) |           |
| 38        | José Manuel Uría (ESP)  |           |

| Deutsche Telekom TEL | Deutsche Telekom TEL       | Deutsche Telekom TEL |
| -------------------- | -------------------------- | -------------------- |
| Num                  | Coureur                    | Pos                  |
| 41                   | Alexandre Vinokourov (KAZ) |                      |
| 42                   | Udo Bölts (GER)            |                      |
| 43                   | Ralf Grabsch (GER)         |                      |
| 44                   | Danilo Hondo (GER)         |                      |
| 45                   | Kai Hundertmarck (GER)     |                      |
| 46                   | Stephan Schreck (GER)      |                      |
| 47                   | Andreas Klöden (GER)       |                      |
| 48                   | Giovanni Lombardi (ITA)    |                      |

| Bonjour-Toupargel BJT | Bonjour-Toupargel BJT  | Bonjour-Toupargel BJT |
| --------------------- | ---------------------- | --------------------- |
| Num                   | Coureur                | Pos                   |
| 51                    | François Simon (FRA)   |                       |
| 52                    | Walter Bénéteau (FRA)  |                       |
| 53                    | Pascal Deramé (FRA)    |                       |
| 54                    | Franck Renier (FRA)    |                       |
| 55                    | Charles Guilbert (FRA) |                       |
| 56                    | Damien Nazon (FRA)     |                       |
| 57                    | Jean-Cyril Robin (FRA) |                       |
| 58                    | Didier Rous (FRA)      |                       |

| Crédit Agricole C.A | Crédit Agricole C.A      | Crédit Agricole C.A |
| ------------------- | ------------------------ | ------------------- |
| Num                 | Coureur                  | Pos                 |
| 61                  | Bobby Julich (USA)       |                     |
| 62                  | Magnus Bäckstedt (SWE)   |                     |
| 63                  | Chris Boardman (GBR)     |                     |
| 64                  | Anthony Langella (FRA)   |                     |
| 65                  | Fabrice Gougot (FRA)     |                     |
| 66                  | Anthony Morin (FRA)      |                     |
| 67                  | Stuart O'Grady (AUS)     |                     |
| 68                  | Jonathan Vaughters (USA) |                     |

| Vini Caldirola-Sidermec ___ | Vini Caldirola-Sidermec ___ | Vini Caldirola-Sidermec ___ |
| --------------------------- | --------------------------- | --------------------------- |
| Num                         | Coureur                     | Pos                         |
| 71                          | Francesco Casagrande (ITA)  |                             |
| 73                          | Roberto Conti (ITA)         |                             |
| 74                          | Sandro Giacomelli (ITA)     |                             |
| 75                          | Mauro Gianetti (SUI)        |                             |
| 76                          | Zoran Klemenčič (SLO)       |                             |
| 77                          | Matthew White (AUS)         |                             |
| 78                          | Pietro Zucconi (SUI)        |                             |

| Saeco-Valli & Valli SAE | Saeco-Valli & Valli SAE   | Saeco-Valli & Valli SAE |
| ----------------------- | ------------------------- | ----------------------- |
| Num                     | Coureur                   | Pos                     |
| 81                      | Laurent Dufaux (SUI)      |                         |
| 82                      | Daniel Atienza (ESP)      |                         |
| 83                      | Salvatore Commesso (ITA)  |                         |
| 84                      | Armin Meier (SUI)         |                         |
| 85                      | Torsten Nitsche (GER)     |                         |
| 86                      | Dario Pieri (ITA)         |                         |
| 87                      | Igor Pugaci (MDA)         |                         |
| 88                      | Francesco Secchiari (ITA) |                         |

| Rabobank RAB | Rabobank RAB           | Rabobank RAB |
| ------------ | ---------------------- | ------------ |
| Num          | Coureur                | Pos          |
| 91           | Erik Dekker (NED)      |              |
| 92           | Niki Aebersold (SUI)   |              |
| 93           | Addy Engels (NED)      |              |
| 94           | Matthé Pronk (NED)     |              |
| 95           | Marc Lotz (NED)        |              |
| 96           | Grischa Niermann (GER) |              |
| 97           | Léon van Bon (NED)     |              |
| 98           | Beat Zberg (SUI)       |              |

| Mapei-Quick Step MAP | Mapei-Quick Step MAP    | Mapei-Quick Step MAP |
| -------------------- | ----------------------- | -------------------- |
| Num                  | Coureur                 | Pos                  |
| 101                  | Giuliano Figueras (ITA) |                      |
| 102                  | Paolo Fornaciari (ITA)  |                      |
| 103                  | Bart Leysen (BEL)       |                      |
| 104                  | Axel Merckx (BEL)       |                      |
| 105                  | Daniele Nardello (ITA)  |                      |
| 106                  | Rinaldo Nocentini (ITA) |                      |
| 107                  | Tom Steels (BEL)        |                      |
| 108                  | David Tani (ITA)        |                      |

| La Française des jeux FDJ | La Française des jeux FDJ | La Française des jeux FDJ |
| ------------------------- | ------------------------- | ------------------------- |
| Num                       | Coureur                   | Pos                       |
| 111                       | Stéphane Heulot (FRA)     |                           |
| 112                       | Nicolas Fritsch (FRA)     |                           |
| 113                       | Cyril Saugrain (FRA)      |                           |
| 114                       | Emmanuel Magnien (FRA)    |                           |
| 115                       | Bradley McGee (AUS)       |                           |
| 116                       | Sven Montgomery (SUI)     |                           |
| 117                       | Jean-Patrick Nazon (FRA)  |                           |
| 118                       | Nicolas Vogondy (FRA)     |                           |

| Jean Delatour DEL | Jean Delatour DEL        | Jean Delatour DEL |
| ----------------- | ------------------------ | ----------------- |
| Num               | Coureur                  | Pos               |
| 121               | Laurent Brochard (FRA)   |                   |
| 122               | Christophe Bassons (FRA) |                   |
| 123               | Frédéric Bessy (FRA)     |                   |
| 124               | Gilles Bouvard (FRA)     |                   |
| 125               | Patrice Halgand (FRA)    |                   |
| 126               | Christophe Oriol (FRA)   |                   |
| 127               | Eddy Seigneur (FRA)      |                   |
| 128               | Bruno Thibout (FRA)      |                   |

| Festina FES | Festina FES             | Festina FES |
| ----------- | ----------------------- | ----------- |
| Num         | Coureur                 | Pos         |
| 131         | Christophe Moreau (FRA) |             |
| 132         | Florent Brard (FRA)     |             |
| 133         | Stéphane Augé (FRA)     |             |
| 134         | David Clinger (USA)     |             |
| 135         | Andy Flickinger (FRA)   |             |
| 136         | Michel Klinger (SUI)    |             |
| 137         | Pascal Lino (FRA)       |             |
| 138         | Laurent Madouas (FRA)   |             |

| Lotto-Adecco LOT | Lotto-Adecco LOT       | Lotto-Adecco LOT |
| ---------------- | ---------------------- | ---------------- |
| Num              | Coureur                | Pos              |
| 141              | Andreï Tchmil (BEL)    |                  |
| 142              | Mario Aerts (BEL)      |                  |
| 143              | Jacky Durand (FRA)     |                  |
| 144              | Thierry Marichal (BEL) |                  |
| 145              | Paul Van Hyfte (BEL)   |                  |
| 146              | Kurt Van Lancker (BEL) |                  |
| 147              | Rik Verbrugghe (BEL)   |                  |
| 148              | Geert Verheyen (BEL)   |                  |

| AG2R Prévoyance A2R | AG2R Prévoyance A2R    | AG2R Prévoyance A2R |
| ------------------- | ---------------------- | ------------------- |
| Num                 | Coureur                | Pos                 |
| 151                 | Jaan Kirsipuu (EST)    |                     |
| 152                 | Lauri Aus (EST)        |                     |
| 153                 | Stéphane Barthe (FRA)  |                     |
| 154                 | Pascal Chanteur (FRA)  |                     |
| 155                 | Artūras Kasputis (LTU) |                     |
| 156                 | Andrei Kivilev (KAZ)   |                     |
| 157                 | Gilles Maignan (FRA)   |                     |
| 158                 | Benoît Salmon (FRA)    |                     |

| Fassa Bortolo FAS | Fassa Bortolo FAS         | Fassa Bortolo FAS |
| ----------------- | ------------------------- | ----------------- |
| Num               | Coureur                   | Pos               |
| 161               | Wladimir Belli (ITA)      |                   |
| 162               | Fabio Baldato (ITA)       |                   |
| 163               | Dario Frigo (ITA)         |                   |
| 164               | Nicola Loda (ITA)         |                   |
| 165               | Luca Mazzanti (ITA)       |                   |
| 166               | Alessandro Petacchi (ITA) |                   |
| 167               | Matteo Tosatto (ITA)      |                   |
| 168               | Tadej Valjavec (SLO)      |                   |

| Memory Card-Jack & Jones MCJ | Memory Card-Jack & Jones MCJ | Memory Card-Jack & Jones MCJ |
| ---------------------------- | ---------------------------- | ---------------------------- |
| Num                          | Coureur                      | Pos                          |
| 171                          | Bo Hamburger (DEN)           |                              |
| 172                          | Michael Blaudzun (DEN)       |                              |
| 173                          | Tristan Hoffman (NED)        |                              |
| 174                          | Nicolaj Bo Larsen (DEN)      |                              |
| 175                          | Michael Steen Nielsen        |                              |
| 176                          | Jakob Piil (DEN)             |                              |
| 177                          | Martin Rittsel (SWE)         |                              |
| 178                          | Jesper Skibby (DEN)          |                              |

| Kelme-Costa Blanca KEL | Kelme-Costa Blanca KEL         | Kelme-Costa Blanca KEL |
| ---------------------- | ------------------------------ | ---------------------- |
| Num                    | Coureur                        | Pos                    |
| 181                    | José Luis Rubiera (ESP)        |                        |
| 182                    | Alvaro Forner (ESP)            |                        |
| 183                    | Rubén Galván (ESP)             |                        |
| 184                    | José Javier Gómez (ESP)        |                        |
| 185                    | Javier Otxoa (ESP)             |                        |
| 186                    | Ricardo Otxoa (ESP)            |                        |
| 187                    | Javier Pascual Rodríguez (ESP) |                        |
| 188                    | Ángel Vicioso (ESP)            |                        |

| BigMat-Auber 93 BIG | BigMat-Auber 93 BIG       | BigMat-Auber 93 BIG |
| ------------------- | ------------------------- | ------------------- |
| Num                 | Coureur                   | Pos                 |
| 191                 | Thierry Bourguignon (FRA) |                     |
| 192                 | Guillaume Auger (FRA)     |                     |
| 193                 | Ludovic Auger (FRA)       |                     |
| 194                 | Stéphane Bergès (FRA)     |                     |
| 195                 | Thierry Gouvenou (FRA)    |                     |
| 196                 | Loïc Lamouller (FRA)      |                     |
| 197                 | Lylian Lebreton (FRA)     |                     |
| 198                 | Dominique Rault (FRA)     |                     |